# Centrální registr řidičů
Centrální registr řidičů je rozsáhlá celostátní evidence, zahrnující evidenci a výrobu řidičských průkazů, mezinárodních řidičských průkazů, evidenci přestupků a jejich statistiky, bodový systém, evidenci řidičských oprávnění, osvědčení a průkazů profesní způsobilosti, školení bezpečné jízdy, zákazů řízení motorových vozidel, pozbytí práva k řízení motorových vozidel a dalších souvisejících údajů.
Centrální registr řidičů spravuje Ministerstvo dopravy České republiky podle § 122 zákona č. 361/2000 Sb. a vyhlášky č. 31/2001 Sb. Systém funguje na oddělené síti Min. vnitra. Ministerstvo vnitra, Policie ČR, Vojenská policie, obecní policie (od 2009) a Bezpečnostní informační služba musí mít k CRŘ zajištěn přímý přístup. Dále se data poskytují soudům, pojišťovnám atd. dle zákona. Státní tiskárna cenin využívá data ze systému pro výrobu řidičských průkazů. ŘP v pátrání jsou odesílány do Schengenského informačního systému. 

## Výpis z bodového hodnocení řidiče
Výpis z bodového hodnocení osoby je na požádání předáván systému Czech POINT. Tento výpis je pouze informativní. Vydávání výpisů o trestných bodech řidičů kontaktními místy veřejné správy je upraveno zákonem č. 480/2008 Sb. O výpis může zažádat pouze žadatel sám, nebo jím určený zmocněnec.

## Historie
Registr řidičů fungoval v papírově podobě asi do roku 1994, od roku 1995 jej nahradila elektronická verze. Systém využíval okresní databáze registru řidičů, které byly postupně migrovány do centra.
Od roku 2006 byl zajištěn on-line přístup pro policii, systém byl rozšířen o bodové hodnocení přestupků a byla přidána možnost propojení se Schengenským informačním systémem (SIS). Začal platit bodový systém. Systém umožnil online zadávání údajů přes tenkého klienta. Hlavním dodavatelem byla společnost ICZ , a.s. V té době CRŘ údajně používalo 206 správních obcí s rozšířenou působností a řádově asi 30 tisíc příslušníků Policie ČR.
Od roku 2009 byla přidána možnost zažádat o výpis z registru řidičů na kontaktních místech Czech POINT.